# Club El Porvenir
Club El Porvenir, conhecido apenas como El Porvenir, é um clube de futebol argentino com sede na cidade de Gerli (Buenos Aires), fundado em 12 de setembro de 1915.
O clube atualmente disputa a Primera C, uma das duas ligas regionalizadas da Associação do Futebol Argentino (AFA) que compõem a quarta divisão do sistema de ligas de futebol da Argentina. Seu estádio é o Gildo Francisco Ghersinich, cuja capacidade é de 14.000 pessoas.

## Dados do clube

### Por campeonato
- Temporadas na Primera División: 13 (1921 a 1926, 1928 a 1934).
- Temporadas no División Intermedia: 1 (1920).
- Temporadas na Segunda División: 2 (1918 a 1919).
- Temporadas na Primera B Nacional: 8 (1998–99 a 2005/06).
- Temporadas na Primera B: 52 (1927, 1935 a 1940, 1942, 1944 a 1951, 1955 a 1961, 1964 a 1967, 1969, 1976 a 1997–98 e 2006–07).
- Temporadas na Primera C: (1943, 1952 a 1954, 1962 a 1963, 1968, 1970 a 1975, 2007–08 a 2012–13, 2016–17 até os dias atuais).
- Temporadas na Primera D: 4 (2013–14 a 2016).
- Temporada desfiliado: 1 (1941; por falta de estádio próprio).

### Por divisão
- Temporadas na Primeira Divisão: 13.
- Temporadas na Segunda Divisão: 46.
- Temporadas na Terceira Divisão: 25.
- Temporadas na Quarta Divisão: 8.
- Temporadas na Quinta Divisão: 4.

## Títulos

### Torneios nacionais
- División Intermedia (Asociación Argentina de Football) (1): 1920
- Primera B (2): 1927 e 1997–98
- Primera C (2): 1943 e 1954
- Primera D (1): 2016